# Mechthild Thürmer
M. Mechthild Thürmer OSB (geboren als Anna Thürmer; * 1958 in Allersdorf) ist eine deutsche Ordensschwester der Benediktinerinnen. Seit 2011 ist sie Äbtissin der Abtei Maria Frieden im oberfränkischen Kirchschletten. Überregional bekannt wurde sie 2020, weil sie Geflüchteten Kirchenasyl in ihrem Kloster gewährte und ihr daraufhin strafrechtliche Konsequenzen drohten.

## Leben
Mechthild Thürmer wuchs in einem kleinen, katholisch geprägten oberfränkischen Dorf auf und absolvierte die Realschule in Pegnitz. Im Alter von vierzehn Jahren kam sie erstmals mit der Benediktinergemeinschaft in Kirchschletten in Berührung. Sie engagierte sich zunehmend in ihrer Freizeit für das Kloster. Nach einer Ausbildung zur Krankenschwester war ihr ursprünglicher Plan, in die Mission etwa nach Südafrika oder Bolivien zu gehen. Stattdessen trat sie am 1. Oktober 1978 in die Klostergemeinschaft ein und legte vier Jahre später ihr Erstprofess als Benediktinerin ab.
Sie absolvierte eine Ausbildung zur Religionslehrerin und erhielt 1984 ihre Missio canonica. Seitdem unterrichtet sie Religion an Schulen in Scheßlitz, Bad Staffelstein, Breitengüßbach und in den Förderschulen von Bad Staffelstein und Lichtenfels, seit 1985 in Zapfendorf. Darüber hinaus war sie Schulbeauftragte im Dekanat Hallstadt-Scheßlitz.
Am 21. Oktober 2011 wurde sie von den Mitschwestern ihrer Abtei zur neuen Äbtissin gewählt und am 11. November von Erzbischof Ludwig Schick für ihr Amt gesegnet. Als Wahlspruch bestimmte sie „Amore et fidelitate“ (In Liebe und Treue).
Zwischen 2015 und Ende 2020 gewährte die Äbtissin etwa 30 Menschen Kirchenasyl, um sie vor einer Abschiebung zu bewahren, bis der jeweilige Fall vom Bundesamt für Migration und Flüchtlinge (BAMF) erneut geprüft werden konnte. Im Fall einer Eritreerin, der sie seit 2018 im Kloster Zuflucht gewährte, erhielt sie im Juli 2020 von der Staatsanwaltschaft Bamberg einen Strafbefehl über 2500 Euro wegen „Beihilfe zum unerlaubten Aufenthalt“. Eine nach ihrer Zahlungsverweigerung angesetzte Verhandlung wurde vorerst ausgesetzt, um Ermittlungen in zwei weiteren Fällen mit zu berücksichtigen. Die bayerischen Bischöfe der Freisinger Bischofskonferenz erklärten sich im Herbst 2020 solidarisch mit der Äbtissin und forderten das BAMF auf, im Jahr 2018 einseitig vorgenommene Verschärfungen des Kirchenasyls zurückzunehmen.
Im November 2020 wurde bekannt, dass Mechthild Thürmer für ihren Einsatz im Kirchenasyl mit dem Göttinger Friedenspreis 2021 ausgezeichnet wurde. 2022 wurde sie für ihr Engagement mit der Verdienstmedaille des Landkreises Bamberg ausgezeichnet. 2023 wurde das Verfahren eingestellt.